# 79oktan
79oktan ist ein von der 79oktan oHG in Salzwedel herausgegebenes Oldtimer-Magazin. 

## Profil
Der inhaltliche Schwerpunkt sind historische Fahrzeuge der ehemaligen sozialistischen Staatengemeinschaft. Berichtet wird in diesem Rahmen über Pkw, Motorräder und Nutzfahrzeuge, aber auch über Eigenbauten, Fahrzeugteile, Fahrräder, Spielwaren, Modelle, Automobilia, Motorsport und Szene-Ereignisse. Die gezeigten Fahrzeuge befinden sich im Originalzustand oder sind dem zeitgenössischen Alltag entsprechend erhalten. Für umfangreiche Einblicke in Entwicklungsgeschichte, Produktionsbedingungen und Ost-Alltag arbeitete die Redaktion unter anderem mit Eberhard Kittler, Karl Clauss Dietel, Klaus Zwingenberger, Eckhard Griebel und Peter Kirchberg zusammen.

## Geschichte und Verbreitung
Die Zeitschrift wurde 2016 gegründet. Der Name knüpft an den Ottokraftstoff mit 79 Oktan an, der in der DDR von 1960 und bis Anfang der 1980er Jahre angeboten wurde. Im Jahr 2019 wurde ein neuer Webauftritt umgesetzt. Neben dieser Zeitschrift bringt der Verlag auch Bücher heraus, beginnend im Jahr 2019 mit einem Werk über West-Autos in der DDR. Der Autor Björn Herrmann ist auch Mitglied der 79oktan-Redaktion, die sich selbst als Kollektiv bezeichnet.
Die 79oktan-Ausgaben erscheinen viermal pro Jahr und umfassen jeweils etwa 80 Seiten. Sie werden online und über den Zeitschriftenhandel vertrieben. Bundesweit erreicht das Magazin Stand 2022 mehr als 10 000 Haushalte.